# Stapelia clavicorona
Stapelia clavicorona är en oleanderväxtart som beskrevs av Verdoorn. Stapelia clavicorona ingår i släktet Stapelia och familjen oleanderväxter. Inga underarter finns listade i Catalogue of Life.